# 陳胤
陳 胤（ちん いん、太建5年3月23日（573年5月10日）- ?）は、南朝陳の皇族。廃太子。呉興王。後主陳叔宝の長男。字は承業。

## 生涯
太建5年（573年）3月、皇太子陳叔宝と孫姫のあいだの子として東宮で生まれた。母の孫姫は産褥のために死去した。皇太子妃の沈婺華は陳胤をあわれんで自分の子として養育した。父の陳叔宝には成人した後も、沈氏との間に正式な後継者となるべき子供が生まれなかったので、祖父である宣帝によって嫡孫に指名された。太建10年（578年）、永康県公に封じられた。太建14年（582年）、後主が即位すると、皇太子に立てられた。
陳胤は聡明で学問を好んだ反面、しばしば道義に外れた行いをしたため、太子詹事の袁憲は彼に上奏してこれをきつく諫めた。陳胤は表面は聞き入れる振りをしたが、内心では悔い改めるようすをみせなかった。そのころ後主は張貴妃と孔貴嬪の2夫人を寵愛しており、太子の養母である沈皇后を疎んじていた。東宮府と皇后の間では使者の往来がたびたびあり、それを知った後主は2人が自分を怨んでいるのではないかと疑い、太子をひどく憎んだ。張貴妃と孔貴嬪も日夜太子を讒言し、孔貴嬪の兄である孔範らもそれに同調して太子を譏った。
このようなことから、ついに後主は太子を廃嫡し、張貴妃の子である始安王陳深を新たに皇太子にしようと考え、そのことを群臣に諮った。吏部尚書の蔡徴らは後主に賛同したが、袁憲は「皇太子は国の跡継ぎであり、民衆が心を寄せる存在である。卿らは何人の資格で軽々しく廃立を口にするのか」と彼らを激しく叱責した。しかし後主は聞き入れず、禎明2年（588年）6月に陳深が皇太子に立てられ、陳胤は呉興王に降封された。
禎明3年（589年）、隋の侵攻によって陳が滅亡すると、陳胤は後主とともに長安に連行され、その地で没した。

## 伝記資料
- 『陳書』巻28 列伝第22
- 『南史』巻65 列伝第55